# عنکبوت بیوه قهوه‌ای
عنکبوت بیوه قهوه‌ای (نام علمی: Latrodectus geometricus) نام یک گونه از تیره عنکبوت‌های پاشانه‌ای است.